# Dobry interes
Dobry interes (Der gute Handel) – baśń opublikowana przez braci Grimm w 1819 roku w drugim wydaniu ich zbioru Baśni (tom 1, nr 7).

## Treść[1]
Pewien chłop wracał z jarmarku, gdzie sprzedał krowę za siedem talarów (w niektórych tłumaczeniach dukatów). Usłyszał rechot żab, który brzmiał w jego uszach jak powtarzające się słowo "dwa". Chłop zaczął wówczas tłumaczyć żabom, że sprzedał krowę za siedem dukatów, a nie za dwa, a nawet przeliczył przy nich pieniądze. Widząc, że żaby nadal rechoczą, uznał, że mu nie dowierzają. Rzucił do wody pieniądze, żeby same przeliczyły. Kiedy żaby ich nie oddały, wściekły wrócił do domu. 
Jakiś czas później chłop nabył sobie nową krowę. Po zabiciu jej obliczył, że gdy sprzeda mięso, to dostanie tyle, ile go obie krowy kosztowały, a skóra zostanie mu w zysku. Zawiózł więc mięso do miasta. Po drodze dopadła go zgraja psów głośno ujadając. Chłop rzucił jednemu z nich całe mięso, instruując, że w ciągu trzech dni, jego pan ma mu zapłacić. Dodał, że zna jego pana. Psy pożarły całe mięso, a chłop wrócił do domu.
Kiedy po trzech dniach nie doczekał się pieniędzy, udał się do właściciela psa - rzeźnika i zażądał zapłaty za mięso. Ten jednak wyrzucił go z domu. 
Wówczas chłop udał się do króla, chcąc złożyć skargę na żaby, psy i rzeźnika. Gdy opowiedział swoją historię królowi, królewna, która byłą w pobliżu, wybuchnęła śmiechem po raz pierwszy w swoim życiu. Król który wcześniej obiecał córkę za żonę, temu, kto ją rozśmieszy, chciał dotrzymać obietnicy. Jednak chłop odmówił poślubienia królewny, tłumacząc, że ma już żonę. Król uznał odmowę chłopa za przejaw arogancji i wpadł w gniew. Pozwolił chłopu odejść, ale nakazał mu przyjść ponownie za trzy dni, by wyliczyć mu "pięć setek".
Wracając do domu chłop spotkał żołnierza, któremu opowiedział jaką nagrodę ma otrzymać od króla. Żołnierz poprosił, aby się z nim podzielił. Chłop obiecał mu dwie setki. Żyd, który podsłuchał rozmowę, zaproponował chłopu, że rozmieni jego pieniądze. Wręczył mu drobne trzy setki, a chłop obiecał, że odda mu jak otrzyma od króla. Nie wiedział, że Żyd wręczył mu monety mniej warte niż obiecane trzy setki.
Kiedy po trzech dniach całą trójka przybyła do króla, chłop oświadcza królowi, że pięć setek już nie jest jego, bo podarował je żołnierzowi i Żydowi. Okazało się, że król miał na myśli pięć setek batów, a nie talarów. Żołnierz otrzymał dwieście, Żyd trzysta. 
Króla tak rozweseliła ta sytuacja, że przestał gniewać się na chłopa, a nawet pozwolił zabrać mu ze skarbca tyle pieniędzy ile zechce. Chłop z zabranymi pieniędzmi udał się do karczmy i licząc je zastanawiał się na głos, czy król go nie oszukał i czy nie spakował za mało pieniędzy. Żyd, który wcześniej przez chłopa stracił pieniądze i dostał baty postanowił się zemścić i powtórzył królowi słowa chłopa.
Król ponownie wpadł w gniew i kazał przyprowadzić chłopa. Żyd udał się po chłopa i przekazał rozkaz króla. Chłop oświadczył, że nie pójdzie do króla bez nowego surduta. Wówczas Żyd pożyczył mu swój, gdyż zależało mu by król szybko chłopa ukarał. Kiedy obaj stanęli przed królem, Żyd powtórzył słowa, które chłop wypowiedział o królu w karczmie. Chłop zarzucił Żydowi, że zawsze kłamie i że zaraz będzie twierdził, że to jego surdut. Żyd oświadczył, że surdut jest istotnie jego, bo mu pożyczył. 
Król doszedł do wniosku, że Żyd oszukał albo chłopa, albo jego  i kazał wypłacić chłopu więcej pieniędzy. Chłop wrócił do domu w nowym surducie i z wypchanymi kieszeniami.